# اینترتک
اینترتک (به انگلیسی: Intertek) شرکت بریتانیایی و چندملیتی است، که در زمینه ارائه خدمات بازرسی، کنترل کیفیت، تضمین کیفیت بر پایه استانداردهای بهداشتی، ایمنی، نظارتی و صدور انواع گواهی‌نامه‌ها در سطح بین‌المللی فعالیت می‌کند.
شرکت اینترتک در سال ۱۸۸۸ توسط کالیب برت تأسیس شد و اولین آزمایشگاه کنترل کیفیت آن در سال ۱۸۹۰ توسط میلتون هرسی در شهر مونترآل، کانادا تشکیل گردید. نخستین مرکز تست لامپ اینترتک نیز در سال ۱۸۹۶ توسط توماس ادیسون راه‌اندازی شد. در حال حاضر شرکت اینترتک بزرگترین تستر کالاهای مصرفی در جهان است و دارای شبکه‌ای از ۱٫۰۰۰ آزمایشگاه در ۱۰۰ کشور می‌باشد.
دفتر مرکزی این شرکت در شهر لندن، بریتانیا قرار دارد و بخشی از سهام آن در بازار بورس لندن معامله می‌شود. مهمترین رقیب‌های شرکت اینترتک در سطح بین‌المللی شرکت‌های اس‌جی‌اس، توف، بیرو وریتاس و گرمانیشر لوید می‌باشند.